# 모잠비크의 국기

모잠비크의 국기 비율 2:3

모잠비크의 대통령기

모잠비크의 국기는 1983년 5월 1일에 제정되었다. 모잠비크의 국기는 모잠비크 해방전선(FRELIMO, 프렐리모)의 기를 바탕으로 한 것이다.
초록색, 검은색, 노란색 세 가지 색으로 구성된 가로 줄무늬 사이로 하얀색 좁은 띠가 들어가 있으며 깃대 쪽으로 빨간색 삼각형이 그려져 있다. 빨간색 삼각형 안에는 노란색 별과 펼쳐져 있는 책, 검은색 소총(AK-47)과 괭이가 그려져 있다.
초록색은 풍요로운 대지를, 하얀색은 평화를, 검은색은 아프리카를, 노란색은 나라의 광물을, 빨간색은 독립을 위한 투쟁을 의미하며 빨간색 삼각형 안에 그려진 노란색 별은 마르크스주의와 국제주의를, 소총은 국방을, 펼쳐져 있는 책은 교육을, 괭이는 농업을 의미한다.

## 색상
| 색상 | 빨강                | 초록                | 검정            | 노랑                | 하양                  |
| ---- | ------------------- | ------------------- | --------------- | ------------------- | --------------------- |
| RGB  | 210–16–52 (#D21034) | 0–113–104 (#007168) | 0–0–0 (#000000) | 252–225–0 (#FCE100) | 255–255–255 (#FFFFFF) |

## 역대 국기

포르투갈령 동아프리카
모잠비크의 국기 (1974년 9월 5일~1975년 6월 25일)
모잠비크 인민 공화국의 국기 (1975년 6월 25일~1983년 4월)
모잠비크 인민 공화국의 대통령기 (1975년~1982년)
모잠비크 인민 공화국의 국기 (1983년 4월~1983년 5월 1일)
모잠비크 인민 공화국의 대통령기 (1982년~1990년)